# 土倉駅
土倉駅（つちくらえき）は、新潟県加茂市にあった蒲原鉄道（蒲原鉄道線）の駅。

## 歴史
- 1930年（昭和5年）7月22日：東加茂 - 村松間 (15.2 km) 延伸開業と同時に開業。
- 1985年（昭和60年）4月1日：加茂 - 村松区間の廃線により廃駅となる。

## 駅構造
単式ホーム1面1線を有する地上駅。無人駅で、小さい待合室が置かれていた。

## 跡地
廃線後もその駅の痕跡は残っており、ホームと盛土が確認できる。

## 隣の駅
蒲原鉄道
蒲原鉄道線
冬鳥越駅 - 土倉駅 - 高松駅